# Nella Walker
Nella Walker (6. března 1886 Chicago – 22. března 1971 Los Angeles) byla americká herečka a vaudevillová umělkyně, která působila ve 20. až 50. letech. 

## Životopis
Nella Walker se narodila a vyrůstala v Chicagu. V roce 1910 se provdala za Wilbura Macka a o dva roky později spolu vytvořili vaudevillové duo Mack and Walker.
V roce 1929 začala její filmová kariéra, a to rolí ve filmu Tanned Legs. Během tohoto roku se objevila ve třech filmech a bez problémů přešla na zvukové filmy, což bylo pravděpodobně proto, že nebyla etablovanou herečkou v éře němého filmu. V roce 1930 hrála ve čtyřech dalších filmech.

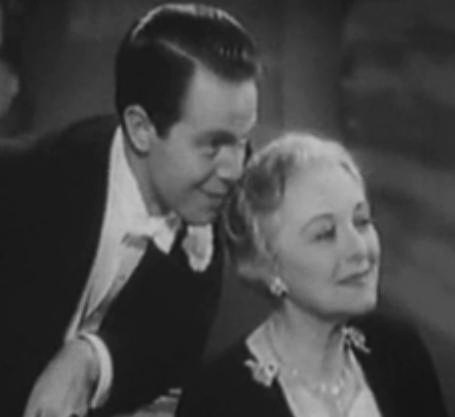
Nella Walker a Louis Hayward ve filmu The Rage of Paris

V roce 1931 její filmová kariéra nabrala na obrátkách, když se objevila v deseti filmech, z nichž pět bylo neuvedených v titulcích. Její manželství skončilo krátce po vzestupu její filmové kariéry. V letech 1932 až 1933 hrála v 15 filmech, pouze pět z nich bylo bez titulků. V roce 1935 se její kariéra ještě zlepšila a do roku 1938 se objevila ve 23 filmech. Její nejvýznamnější role z tohoto období byla ve filmu Young Dr. Kildare s Lionelem Barrymorem a Lewem Ayresem. Během celých 30. let byla její kariéra silná a přestože nikdy nebyla hvězdou první velikosti, pravidelně získávala solidní herecké role. Desetiletí zakončila v roce 1939 s devíti filmovými rolemi, z nichž pouze tři nebyly uvedeny v titulcích.
Čtyřicátá léta zrcadlila její úspěchy z předchozí dekády, kdy se v letech 1940 až 1947 objevila ve 37 filmech. Později, ve věku přes 60 let, svou kariéru na čas zpomalila a další roli získala až v roce 1950 ve filmu Nancy Goes to Rio s Carmen Mirandou. V roce 1952 se objevila ve dvou dalších filmech a svou poslední filmovou roli si zahrála v roce 1954 ve filmu Sabrina s Humphreym Bogartem a Audrey Hepburnovou. Celkem se objevila ve 117 filmech.
Usadila se v Los Angeles, kde také 22. března 1971 ve věku 85 let zemřela.